# 須坂市立相森中学校
須坂市立相森中学校（すざかしりつ おおもりちゅうがっこう）は、長野県須坂市大字日滝にある公立中学校。
須坂市にある4つの公立中学校のひとつで、市域北部が通学区域である。

## 沿革
1947年、学制改革にともない、須坂中学校として設立。翌年常盤中学校と分離して現在地に移転、改称した。
2006年には創立60周年記念事業の一環として、宇宙航空研究開発機構（JAXA）主幹研究員（当時）の中島厚が本校卒業生である縁から、入笠山光学観測所で小惑星探査を行っており、生徒が小惑星を発見している。2017年にはその一つに「相森中学校」と命名された。

### 年表
- 1947年（昭和22年） - 須坂町立須坂中学校設立[5]。学校は現在の須坂小学校敷地内に置かれた[5]。
- 1948年（昭和23年） - 須坂中学校は相森中学校と常盤中学校の2校に分離、相森中学校は現在地に移転[5][6]。当時の生徒数は754名[5]。校章・校歌制定[7]。
- 1954年（昭和29年）4月1日 - 須坂町が市制施行。須坂市立相森中学校となる。
- 1957年（昭和32年） - 豊洲中学校[注釈 1]と統合[5]（前年の校舎新築に伴い可能となった[8]）。生徒数1030名[5]。

## 行事
学校の公式ウェブサイトでは、特徴的な二大行事として「校庭大運動会」と「音楽会」を挙げている。長野県内の中学校では、文化祭の一部としてミニ運動会が開かれることが一般的であり、1日かけて運動会を行う学校は少ない。